# Centaurea galicicae
Centaurea galicicae — вид квіткових рослин айстрових (Asteraceae). Ареал: південь Північної Македонії (гора Галичиця), південний схід Албанії, північний захід Греції (околиці Преспанського озера).

## Середовище
Росте в ущелинах вапнякових скель.

## Морфологічна характеристика
Багаторічна трав'яниста рослина з дерев'янистим кореневищем. Стебла прямі, мітлоподібно розгалужені, біло запушені; гілки з однією квітковою головою. Листки біло чи попелясто-волосисті; прикореневі з черешками, майже рівними пластинкам, округло-видовжені, 6–9 × 2–3 см, перисті, бічні сегменти лінійно-ланцетні, пилчасті або цілокраї; стеблові листки сидячі, зазвичай із 3–6 сегментами, подовжено-лінійні, 0.5–1 мм завширшки, нерозділені, рідше перисті; верхні листки дрібні, з 1–2 сегментами. Обгортка яйцювата, 15–10 мм. Квітки рожеві. Сім'янка 2,5 мм завдовжки; папус удвічі довший за сім'янку.